# Shohei Ikeda
Pour les articles homonymes, voir Ikeda.
Shohei Ikeda (池田 昇平, Ikeda Shohei) est un footballeur japonais né le 27 avril 1981. Il évolue au poste de défenseur.

## Biographie
Shohei Ikeda joue principalement en faveur du Shimizu S-Pulse et du JEF United Ichihara Chiba.

## Palmarès
- Vainqueur de la Supercoupe du Japon en 2002 avec le Shimizu S-Pulse